# Big Bad Voodoo Daddy
Big Bad Voodoo Daddy é uma banda norte-americana de rock e swing de Ventura.

## Integrantes
- Scotty Morris (vocal e guitarra)
- Dirk Shumaker (contrabaixo e vocais)
- Andy Rowley (saxofone barítono e vocais)
- Joshua Levy (piano)
- Kurt Sodergren (bateria e percussão)
- Karl Hunter (saxofones e clarinete)
- Glen Marhevka (trompete)

### Membros de apoio
- Tony Bonsera (trompete)
- Alex "Crazy Legs" Henderson (trombone)

## Discografia
- Big Bad Voodoo Daddy (Big Bad Records, 1994)
- Watchu' Want for Christmas? (Big Bad Records, 1997)
- Americana Deluxe (Interscope Records, 1998)
- You & Me & the Bottle Makes 3 Tonight (Baby) (CD Single, Interscope Records, 1999)
- This Beautiful Life (Interscope Records, 1999)
- Save My Soul (Vanguard Records, 2003)
- Big Bad Voodoo Daddy Live (2004)
- Everything You Want for Christmas (2004)
- How Big Can You Get? (2009)
- Rattle Them Bones (2012)
- It Fells Like Christmas Time (2013)
- Louie Louie Louie (2017)